# 110 mètres haies aux Jeux olympiques d'été de 2016
Pour un article plus général, voir Athlétisme aux Jeux olympiques d'été de 2016.
Navigation
Londres 2012 Tokyo 2020
L'épreuve du 110 mètres haies aux Jeux olympiques de 2016 se déroule les 15 et 16 août dans le Stade olympique de Rio de Janeiro. Elle est remportée par le Jamaïcain Omar McLeod dans le temps de 13 s 05.
La limite de qualification est de 13 s 47, à réaliser entre le 1er mai 2015 et le 11 juillet 2016.

## Records
Avant cette compétition, les records dans cette discipline étaient les suivants :
| Record du monde  | 12 s 80 | Aries Merritt | États-Unis | 7 septembre 2012 | Bruxelles |
| Record olympique | 12 s 91 | Liu Xiang     | Chine      | 27 août 2004     | Athènes   |

## Médaillés
| Or          | Argent         | Bronze         |
| Omar McLeod | Orlando Ortega | Dimitri Bascou |

## Résultats

### Finale
| Rang               | Couloir | Athlète                 | Pays       | Temps           | Notes |
| ------------------ | ------- | ----------------------- | ---------- | --------------- | ----- |
| Médaille d'or      | 5       | Omar McLeod             | Jamaïque   | 13.05           |       |
| Médaille d'argent  | 7       | Orlando Ortega          | Espagne    | 13.17           |       |
| Médaille de bronze | 6       | Dimitri Bascou          | France     | 13.24           |       |
| 4                  | 4       | Pascal Martinot-Lagarde | France     | 13.29           |       |
| 5                  | 3       | Devon Allen             | États-Unis | 13.31           |       |
| 6                  | 2       | Johnathan Cabral        | Canada     | 13.40           |       |
| 7                  | 8       | Milan Trajkovic         | Chypre     | 13.41           |       |
|                    | 9       | Ronnie Ash              | États-Unis | DQ              |       |
|                    |         |                         |            | vent : +0.2 m/s |       |

### Demi-finales

#### Demi-finale 1
| Rang | Couloir | Athlète          | Pays            | Temps           | Notes          |
| ---- | ------- | ---------------- | --------------- | --------------- | -------------- |
| 1    | 7       | Orlando Ortega   | Espagne         | 13.32           | Q              |
| 2    | 5       | Ronnie Ash       | États-Unis      | 13.36           | Q              |
| 3    | 2       | Damian Czykier   | Pologne         | 13.50           |                |
| 4    | 6       | Balázs Baji      | Hongrie         | 13.52           |                |
| 5    | 4       | Andrew Pozzi     | Grande-Bretagne | 13.67           |                |
| 6    | 3       | Deuce Carter     | Jamaïque        | 13.69           |                |
| 7    | 8       | Yordan O'Farrill | Cuba            | 13.70           |                |
| NC   | 9       | Jeffrey Julmis   | Haïti           | NC              | DSQ Rule 168.7 |
|      |         |                  |                 | vent : +0.5 m/s |                |

#### Demi-finale 2
| Rang | Couloir | Athlète                 | Pays               | Temps           | Notes |
| ---- | ------- | ----------------------- | ------------------ | --------------- | ----- |
| 1    | 7       | Omar McLeod             | Jamaïque           | 13.15           | Q     |
| 2    | 5       | Pascal Martinot-Lagarde | France             | 13.25           | Q     |
| 3    | 6       | Devon Allen             | États-Unis         | 13.36           | q     |
| 4    | 9       | Johnathan Cabral        | Canada             | 13.41           | q     |
| 5    | 4       | Gregor Traber           | Allemagne          | 13.43           |       |
| 6    | 8       | Lawrence Clarke         | Grande-Bretagne    | 13.46           |       |
| 7    | 2       | Antonio Alkana          | Afrique du Sud     | 13.55           |       |
| 8    | 1       | Petr Svoboda            | République tchèque | 13.67           |       |
| 9    | 3       | João Vítor de Oliveira  | Brésil             | 13.85           |       |
|      |         |                         |                    | vent : −0.1 m/s |       |

#### Demi-finale 3
| Rang | Couloir | Athlète                | Pays       | Temps           | Notes          |
| ---- | ------- | ---------------------- | ---------- | --------------- | -------------- |
| 1    | 5       | Dimitri Bascou         | France     | 13.23           | Q              |
| 2    | 8       | Milan Trajkovic        | Chypre     | 13.31           | Q              |
| 3    | 4       | Jeff Porter            | États-Unis | 13.45           |                |
| 4    | 6       | Andrew Riley           | Jamaïque   | 13.46           |                |
| 5    | 7       | Konstadinos Douvalidis | Grèce      | 13.47           |                |
| 6    | 3       | Yidiel Contreras       | Espagne    | 13.54           |                |
| 7    | 2       | Antwon Hicks           | Nigeria    | 14.26           |                |
| NC   | 9       | Éder Antônio Souza     | Brésil     | NC              | DSQ Rule 168.7 |
|      |         |                        |            | vent : +0.3 m/s |                |

### Séries
- Les 4 premiers de chaque série (Q) et les 4 meilleurs temps (q) se qualifient pour les demi-finales.

#### Série 1
| Rang | Athlète        | Pays       | Temps | Notes |
| ---- | -------------- | ---------- | ----- | ----- |
| 1    | Omar McLeod    | Jamaïque   | 13.27 | Q     |
| 2    | Jeff Porter    | États-Unis | 13.50 | Q     |
| 3    | Jeffrey Julmis | Haïti      | 13.66 | Q     |
| 4    | Antwon Hicks   | Nigeria    | 13.70 | Q     |
| 5    | Yeison Rivas   | Colombie   | 13.84 |       |
| 6    | Wataru Yazawa  | Japon      | 13.89 |       |
| 7    | Kame Ali       | Madagascar | 14.89 | SB    |
|      | Alexander John | Allemagne  |       | DQ    |

#### Série 2
| Rang | Athlète          | Pays      | Temps | Notes |
| ---- | ---------------- | --------- | ----- | ----- |
| 1    | Orlando Ortega   | Espagne   | 13.32 | Q     |
| 2    | Balázs Baji      | Hongrie   | 13.52 | Q     |
| 3    | Milan Trajkovic  | Chypre    | 13.59 | Q     |
| 4    | Johnathan Cabral | Canada    | 13.63 | Q     |
| 5    | Jhoanis Portilla | Cuba      | 13.81 |       |
| 6    | Matthias Buhler  | Allemagne | 13.82 |       |
| 7    | Xaysa Anousone   | Laos      | 14.40 |       |
|      | Deuce Carter     | Jamaïque  |       | DQ    |

#### Série 3
| Rang | Athlète                | Pays                        | Temps | Notes |
| ---- | ---------------------- | --------------------------- | ----- | ----- |
| 1    | Dimitri Bascou         | France                      | 13.31 | Q     |
| 2    | Andrew Pozzi           | Grande-Bretagne             | 13.50 | Q     |
| 3    | Andrew Riley           | Jamaïque                    | 13.52 | Q     |
| 4    | João Vítor de Oliveira | Brésil                      | 13.63 | Q, SB |
| 5    | Antonio Alkana         | Afrique du Sud              | 13.64 | q     |
| 6    | Petr Svoboda           | République tchèque          | 13.65 | q     |
| 7    | Mikel Thomas           | Trinité-et-Tobago           | 13.68 |       |
| 8    | Eddie Lovett           | Îles Vierges des États-Unis | 13.77 |       |

#### Série 4
| Rang | Athlète                | Pays         | Temps | Notes   |
| ---- | ---------------------- | ------------ | ----- | ------- |
| 1    | Konstadinos Douvalidis | Grèce        | 13.41 | Q       |
| 2    | Devon Allen            | États-Unis   | 13.41 | Q       |
| 3    | Gregor Traber          | Allemagne    | 13.50 | Q       |
| 4    | Yordan O'Farrill       | Cuba         | 13.56 | Q       |
| 5    | Yidiel Contreras       | Espagne      | 13.62 | q       |
| 6    | Ronald Forbes          | Îles Caïmans | 14.67 |         |
| 7    | Ahmad Hazer            | Liban        | 15.50 |         |
|      | Wilhem Belocian        | France       | DQ    | R 162.7 |

#### Série 5
| Rang | Athlète                 | Pays            | Temps | Notes |
| ---- | ----------------------- | --------------- | ----- | ----- |
| 1    | Ronnie Ash              | États-Unis      | 13.31 | Q     |
| 2    | Pascal Martinot-Lagarde | France          | 13.36 | Q     |
| 3    | Lawrence Clarke         | Grande-Bretagne | 13.55 | Q     |
| 4    | Éder Antônio Souza      | Brésil          | 13.61 | Q, SB |
| 5    | Damian Czykier          | Pologne         | 13.63 | q     |
| 6    | Milan Ristic            | Serbie          | 13.66 |       |
| 7    | Xie Wenjun              | Chine           | 13.69 |       |
| 8    | Sekou Kaba              | Canada          | 13.70 |       |

#### Série 6 Repêchages
| Rang | Athlète          | Pays       | Temps | Notes |
| ---- | ---------------- | ---------- | ----- | ----- |
| 1    | Deuce Carter     | Jamaïque   | 13.51 | q     |
| 2    | Yeison Rivas     | Colombie   | 13.87 |       |
| 3    | Wataru Yazawa    | Japon      | 13.88 |       |
| 4    | Matthias Buhler  | Allemagne  | 13.90 |       |
| 5    | Alexander John   | Allemagne  | 14.13 |       |
|      | Jhoanis Portilla | Cuba       |       | DQ    |
|      | Kame Ali         | Madagascar |       | DNS   |
|      | Xaysa Anousone   | Laos       |       | DNS   |

## Liste de qualification IAAF
performances reconnues par l'IAAF entre le 1er mai 2015 et le 11 juillet 2016 :
1. Orlando Ortega ESP, 12 s 94
2. Omar McLeod JAM, 12 s 97
3. Hansle Parchment JAM, 13 s 03
4. Devon Allen USA, 13 s 03
5. Pascal Martinot-Lagarde FRA, 13 s 06
6. Ronnie Ash  USA, 13 s 13
7. Dimitri Bascou FRA, 13 s 15
8. Mikel Thomas TTO, 13 s 17
9. Garfield Darien FRA, 13 s 17
10. Deuce Carter JAM, 13 s 20
11. Jeff Porter USA, 13 s 21
12. Shane Brathwaite BAR, 13 s 21
13. Yordan L. O'Farrill CUB, 13 s 23
14. Damian Warner CAN, 13 s 27[1]
15. Greggmar Swift BAR, 13 s 28
16. Balázs Baji HUN, 13 s 28
17. Antonio Alkana RSA, 13 s 28
18. Jhoanis Portilla CUB, 13 s 30
19. Andrew Pozzi GBR, 13 s 31
20. Eddie Lovett ISV, 13 s 31
21. Dayron Robles CUB, 13 s 32
22. Gregor Traber GER, 13 s 32
23. Damian Czykier POL, 13 s 32
24. Xie Wenjun CHN, 13 s 34
25. Matthias Bühler GER, 13 s 34
26. Yidiel Contreras ESP, 13 s 35
27. Johnathan Cabral CAN, 13 s 35
28. Ronald Forbes CAY, 13 s 36
29. Yeison Rivas COL, 13 s 36
30. Artur Noga POL, 13 s 37
31. Alexander John GER, 13 s 38
32. Lawrence Clarke GBR, 13 s 39
33. Milan Ristić SRB, 13 s 39
34. Milan Trajkovic CYP, 13 s 39
35. William Barnes PUR, 13 s 41
36. Sekou Kaba CAN, 13 s 43
37. Petr Svoboda CZE, 13 s 44
38. João Vítor de Oliveira BRA, 13 s 45
39. Éder Souza BRA, 13 s 46
40. Jeffrey Julmis HAI, 13 s 47
41. Wataru Yazawa JPN, 13 s 47

Sergueï Choubenkov, champion du monde sortant, est suspendu comme toute la Fédération russe d'athlétisme.
Brathwaite et Swift ne sont pas sélectionnés par la Barbados Olympic Association.

## Légende
Records et Performances
- AR : Record continental (area record)
- CR : Record des championnats (championship record)
- MR : Record du meeting (meet record)
- NR : Record national (national record)
- OR : Record olympique (olympic record)
- PR : Record paralympique (paralympic record)
- PB : Record personnel (personal best)
- SB : Meilleure performance personnelle de la saison (season's best)
- WL : Meilleure performance mondiale de l'année (world leader)
- WJR : Record du monde junior (world junior record)
- WR : Record du monde (world record)

Circonstances et Conditions
- DNF : N'a pas terminé (did not finish)
- DNS : N'a pas pris le départ (did not start)
- DQ : Disqualification (disqualification)
- NM : Aucun essai valable enregistré (No Mark)
- Q : Qualifié « directement » au prochain tour (ou à la prochaine compétition), lors d'une compétition majeure, grâce au classement ou à la réalisation des minima (automatic qualifier)
- q : Qualifié au prochain tour (ou à la prochaine compétition), lors d'une compétition majeure, grâce au repêchage ou à la réalisation de l'une des meilleures performances parmi celles des « non qualifiés directement » (grâce au meilleur temps ou à la meilleure distance par exemple) (secondary qualifier)